# MacOS Server
macOS Server (anteriormente Mac OS X Server e OS X Server) é um add-on (pacote de expansão) do sistema operacional macOS vendido separadamente que possui programas adicionais para servidores, além de ferramentas de gerenciamento e administração para o sistema da Apple.
Antes da versão 10.7 (Lion), o Mac OS X Server era um sistema operacional para sevidor Unix da Apple, com arquitetura idêntica ao Mac OS X. Com o lançamento da versão 10.7 (Lion), o Mac OS X e o Mac OS X Server foram combinados. Um sistema operacional separado para servidor não é mais vendido; os aplicativos e ferramentas de software para trabalho em equipe e administração específicos para servidores do Mac OS X Server são agora ofertados como macOS Server, um add-on para macOS vendido por meio da Mac App Store por 19,99 dólares (em junho de 2019), juntamente com o Workgroup Manager 10.8, disponível no site de suporte da Apple.
Essas ferramentas simplificam o acesso a serviços de rede essenciais, incluindo um agente de transporte de e-mails, servidores AFP e SMB, um servidor LDAP, um servidor de nomes de domínio, entre outros. Também são inclusos (particularmente em versões posteriores) uma variedade de serviços adicionais e de ferramentas para administrá-los, como um servidor web, servidor wiki, servidor de chat, servidor de calendário, e muitos outros.

## Ferramentas
- Iniciando com o lançamento do OS X 10.8 – Mountain Lion – há somente uma ferramenta administrativa – Server.app. Esse aplicativo é comprado e baixado pela Mac App Store. Esse aplicativo é atualizado independentemente do macOS, também pela Mac App Store.
  - Essa ferramenta do servidor é usada para configurar, manter e monitorar uma ou mais instalações do macOS.
  - Uma compra habilita que ele seja baixado em qualquer instalação licenciada do macOS.

- A seguinte informação só se aplica a versões anteriores do Mac OS X Server, antes do Mountain Lion (10.8):
  - O Mac OS X Server vem com uma variedade de ferramentas de configuração, que podem ser instaladas em Macs não-servidores também. São elas:
    - Server Admin
    - Server Preferences (aplicativo)
    - Server Assistant
    - Server Monitor
    - System Image Utility
    - Workgroup Manager
    - Xgrid Admin